# Давид (сын Ираклия I)
Давид — сын византийского императора Ираклия I и его второй жены и племянницы Мартины, император Византии с сентября по ноябрь 641 года.

## Биография
Давид родился 7 ноября 630 года после посещения Ираклия и Мартины Иерусалима. Это имя было дано с целью связи императорской семьи с царём Давидом. В 638 году получил титул цезаря, в ходе церемонии надел камилакву, ранее носившую его братом Ираклием II.
После смерти Ираклия I между потомками от первого и второго брака последнего началась борьба за власть. К сентябрю 641 года было три императора: Констант II — сын Константина III, который был сыном от первого брака Ираклия, и Ираклий II с Давидом от второго брака с Мартиной. Все три императора были малолетними, поэтому регентом при них стала Мартина.
Византия столкнулась с проблемами в лице арабов и монофелитства, в результате чего непопулярная Мартина со своими детьми были свергнуты. Мартине отрезали язык, Ираклию II и Давиду — носы и все были отправлены в ссылку на Родос. Единоличным императором стал Констант II. После свержения, скорее всего, вскоре скончался.